# Роберт Вільям Чемберс
Роберт Вільям Чéмберс, іноді Чамберс (англ. Robert William Chambers; нар. 26 травня 1865, Бруклін, Нью-Йорк — пом. 13 грудня 1933, Бродалбін, штат Нью-Йорк) — американський письменник і художник. Автор фантастичних романів та оповідань.

## Біографія
Роберт Вільям Чемберс народився в заможній родині у Брукліні 26 травня 1865 року. Батько Роберта Чемберса був лікарем. Роберт Чемберс після навчання в
художній школі «Arts Students League» у Нью-Йорку, з 1886 до 1892 року навчався в академії Жуліана в Парижі. Після навчання працював ілюстратором для тижневиків Life та Vogue й почав займатися літературою. 1894 року він опублікував свій перший роман про життя богеми In the Quarter («У кварталі»). Наступного року вийшла друком збірка його фантастичних оповідань Король у жовтому, яка мала неабиякий успіх у читачів. Ця збірка оповідань, в якій відчутний вплив Аллана Едґара По, Моріса Метерлінка та паризьких декадентів була сприйнята консервативними критиками, як надто похмура й екстравагантна, натомість інші літературні часописи підкреслювали талановитісь автора й пророкували йому вдалу літературну кар'єру.
Згодом Чемберс став професійним письменником й публікував свої оповідання та романи (у формі романів з продовженням) у відомих журналах того часу, таких як Harper's Magazine, Cosmopolitan та Saturday Evening Post. Після публікацій у пресі його твори виходили окремими виданнями. Чимало романів Чемберса було екранізовано.
Загалом Чамберс видав більше 90 книжок.
Чемберс був одружений з Ельзою Ваг Моллер (1882—1939) та мав сина Роберта Едварда Стюарта Чемберса (1899—1955).
1933 року Чамберс помер через кілька днів після хірургічної операції кишковика.

## Твори
Роберт Чемберс написав близько 70 романів та велику кількість оповідань. Однією з найвідоміших його книг є збірка фантастичних оповідань «Король у жовтому». Твори Чемберса вважаються сполучною ланкою між творчістю Едгара По та літературою модерну.
За життя більшість творів Чемберса користувалися великою популярністю, проте на сьогодні відомі хіба що аматорам фантастичної літератури. 
Збірку «Король у жовтому» українською переклав Лір Євген Олегович.

### Романи й збірки оповідань
- In the Quarter (1894)
- The King in Yellow (1895)
- The Maker of Moons (1896)
- The Mystery of Choice (1896)
- Lorraine (1897)
- Ashes of Empire (1898)
- Outsiders · An Outline (1899)
- Cardigan (1901)
- Maids of Paradise (1902) — історичне оповідання про Франко-Прусську війну[4]
- In Search of the Unknown (1904)
- The Reckoning (1905) — історичне оповідання про Американську революцію[5]
- The Tracer of Lost Persons (1906)
- The Tree of Heaven (1907)
- The Younger Set (1907)
- The Green Mouse (1907)
- The Firing Line (1908)
- Special Messenger (1909)
- The Danger Mark (1909)
- Ailsa Paige (1910)
- The Common Law (1911)
- Blue-Bird Weather (1912)
- The Streets of Ascalon (1912)
- The Gay Rebellion (1913)
- Anne's Bridge (1914)
- Quick Action (1914)
- The Hidden Children (1914)
- Athalie (1915)
- Who goes There! (1915)
- Police!!! (1915)
- The Girl Philippa (1916)
- The Little Red Foot (1920)
- The Slayer of Souls (1920)
- The Flaming Jewel (1922)
- The Talkers (1923)
- America. Or: The Sacrifice · A Romance of the American Revolution (1924)
- Beating Wings (1928)
- To the Stars (березень 1933) — в Cosmopolitan
- The Yellow Sign and Other Stories: The Complete Weird Tales of Robert W. Chambers (2001, ed. v. S. T. Joshi) — вибрані фантастичні твори.

### Дитячі книжки
Дитячі книжки написано до 1907 року:
- Garden-Land
- Forest-Land
- River-Land
- Mountain-Land
- Orchard-Land
- Outdoorland

## Переклади українською
- Роберт Чемберс. Король у жовтому / пер. з анг. Євген Лір. — К. : Видавництво Жупанського, 2018. — 248 с. — ISBN 978-966-2355-89-5.
- Роберт Чемберс. «Жовтий знак». // Крамничка жахіть. Том 2: збірка. / пер. з анг. Андрій Лозінський. — Біла Церква : Видавництво «Авторитет», 2018. — С. 293—313. — ISBN 978-966-97763-1-0